# NGC 2325
NGC 2325 је елиптична галаксија у сазвежђу Велики пас која се налази на NGC листи објеката дубоког неба.
Деклинација објекта је - 28° 41' 52" а ректасцензија 7h 2m 40,2s. Привидна величина (магнитуда) објекта NGC 2325 износи 11,0 а фотографска магнитуда 12,0. Налази се на удаљености од 22,744 милиона парсека од Сунца. NGC 2325 је још познат и под ознакама ESO 427-28, MCG -5-17-5, PGC 20047.